# Menhir de Mez-Kerlard
Le menhir de Mez-Kerlard, appelé aussi menhir de Kervédan ou Men-Hoat, est situé à Groix dans le département français du Morbihan.

## Historique
Le site a été fouillé par L. Le Pontois. Le menhir fait l’objet d’un classement au titre des monuments historiques par arrêté du 25 mars 1970.

## Description
Le menhir (parfois appelé aussi petit menhir) mesure 1,30 m au-dessus du sol mais il est enterré dans le sol sur 1,50 m de profondeur sur un petit tertre qui pourrait être une tombelle. Toutes les faces du menhir comportent des cupules.